# Wasserlos

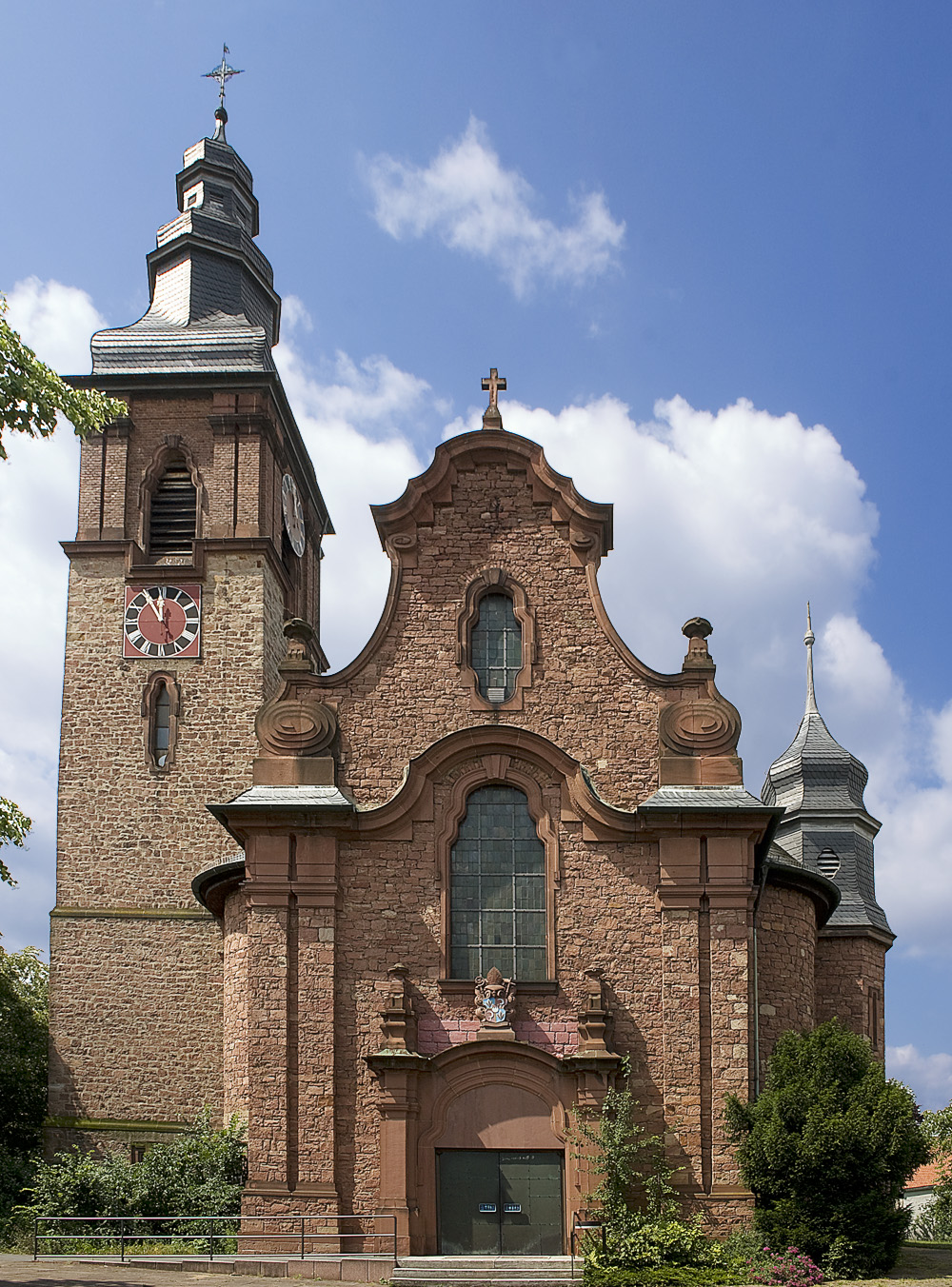
St.-Katharina-Kirche

Wasserlos ist ein Gemeindeteil der Stadt Alzenau im unterfränkischen Landkreis Aschaffenburg in Bayern.

## Geographie
Der Weinort Wasserlos hat 2660 Einwohner. Er liegt im Kahlgrund an der Staatsstraße 2444 zwischen der Kernstadt Alzenau und Hörstein am Fuß des Hahnenkamms und dessen Nebengipfels Schanzenkopf. Der topographisch höchste Punkt der Dorfgemarkung befindet sich unterhalb des Gipfels des Hahnenkamms mit 408 m ü. NHN (Lage), der niedrigste liegt östlich von Kahl am Neufeldsee auf 108 m ü. NHN (Lage). Durch den Ort führt der Degen-Weg.
Ein Teil von Wasserlos befindet sich außerhalb des geschlossenen Dorfes. Einige Häuser am nordöstlichen Ortsrand von Kahl am Main stehen auf der Gemarkung von Wasserlos.

### Nachbargemarkungen
Folgende Gemarkungen grenzen an das Ortsgebiet von Wasserlos:
|              | Alzenau                                     |                             |
| Kahl am Main | Kompassrose, die auf Nachbargemeinden zeigt | Hörstein (Hahnenkammgipfel) |
|              | Hörstein                                    |                             |

## Name

### Etymologie
Es wird fälschlicherweise angenommen, dass der Name Wasserlos daher rührt, dass der Ort einst wasserlos blieb. Der Name geht aber aus dem mittelhochdeutschen Wort wasserlôse hervor, was so viel wie ein Graben zur Ableitung des Wassers bedeutet.

### Frühere Schreibweisen
Frühere Schreibweisen des Ortes aus diversen historischen Karten und Urkunden:
| - 804 „Vuazerlosum“ - 1268 „Wasserlois“ - 1284 „Wasserlaiß“ - 1305 „Wasserflois“ - 1361 „Waszirlos“ | - 1562 „Wasserler“ - 1839 „Wasserloos“ - 1850 „Waßerlos“ - 1860 „Wasserlos“ - 1887 „Wasserloos“ |

## Geschichte

### Urgeschichte
Archäologisch ist ein keltischer Friedhof aus dem dritten bis ersten Jahrhundert vor Christus nachgewiesen.

### Mittelalter
Die älteste erhaltene schriftliche Erwähnung von Wasserlos befindet sich in einer Urkunde des Jahres 1268. Wasserlos gehörte zum Gericht Alzenau, das ein Teil des Freigerichts Wilmundsheim vor dem Berge war. Das Freigericht war zwar reichsunmittelbar, aber das Reich verpfändete oder vergab das Gebiet immer wieder. So wechselten die Landesherren, zu denen die Herren und späteren Grafen von Hanau, die Herren von Randenburg und die Herren von Eppstein zählten.
Seit dem 14. Jahrhundert ist das lokale Adelsgeschlecht der Schelriß in Wasserlos nachweisbar, deren Burg 1405 auf Geheiß König Ruprechts als Raubrittersitz zerstört wurde.

### Neuzeit
Im Jahr 1500 belehnte der römisch-deutsche König Maximilian I. den Erzbischof von Mainz und den Grafen von Hanau-Münzenberg gemeinsamen mit dem Freigericht, das sie nun als Kondominat verwalteten. Da im Freigericht auch zur Zeit des Kondominats die kirchliche Jurisdiktion bei den Erzbischöfen von Mainz verblieb, konnte sich die Reformation – im Gegensatz zur Grafschaft Hanau-Münzenberg – hier nicht durchsetzen. Wasserlos blieb römisch-katholisch.
Von 1601 bis 1605 fand im Freigericht Alzenau eine große Hexenverfolgung statt. In deren Folge wurden 14 Menschen aus Wasserlos auf dem Scheiterhaufen als Zauberer oder Hexen lebendig verbrannt.
Als Graf Johann Reinhard III. 1736 als letzter männlicher Vertreter des Hauses Hanau starb, war dessen Erbe hinsichtlich der Grafschaft Hanau-Münzenberg aufgrund eines Erbvertrages der Landgraf von Hessen-Kassel. Ob das Erbe sich auch auf den Hanauer Anteil an dem Kondominat erstreckte, war in den folgenden Jahren zwischen Kurmainz und Hessen-Kassel heftig umstritten. Der Streit endete in einem Kompromiss, dem Partifikationsrezess von 1740, der eine Realteilung des Kondominats vorsah. Es dauerte allerdings bis 1748, bis der Vertrag umgesetzt war. Wasserlos fiel dabei an Kurmainz.
Der Reichsdeputationshauptschluss des Jahres 1803 schlug das Amt Alzenau der Landgrafschaft Hessen-Darmstadt (ab 1806: Großherzogtum Hessen) zu, die es aber nur 13 Jahre behielt. Im Jahr 1816 trat das Großherzogtum das Amt an das Königreich Bayern ab. Seitdem ist Wasserlos bayerisch.
Die Gemeinde Wasserlos gehörte zum Bezirksamt Alzenau, das am 1. Juli 1862 gebildet wurde. Dieses wurde am 1. Januar 1939 zum Landkreis Alzenau in Unterfranken.
Am 1. Juli 1972 wurde Wasserlos im Zuge der Gebietsreform in Bayern in die Stadt Alzenau eingemeindet.

## Politik

### Bürgermeister
| Amtszeit                           | Bürgermeister     | Anmerkung                           |
| ---------------------------------- | ----------------- | ----------------------------------- |
| 1. Juli 1869 – 31. Dezember 1869   | Nikolaus Kerber   |                                     |
| 1. Januar 1870 – 31. Dezember 1881 | Peter Braun       |                                     |
| 1. Januar 1882 – 31. Dezember 1911 | Peter Kerber IV   |                                     |
| 1. Januar 1912 – 31. Dezember 1925 | Georg Hofmann     |                                     |
| 1. Januar 1926 – April 1945        | Franz Orth        |                                     |
| Mai 1945 – Januar 1946             | Gustav Schramm    | von der Militärregierung eingesetzt |
| Januar 1945 – September 1953       | Heinrich Heilmann |                                     |
| September 1953 – 30. April 1966    | Nikolaus Hubert   |                                     |
| 1. Mai 1966 – 30. Juni 1972        | Karl Grün         | Eingemeindung nach Alzenau          |

### Wappen
Das Wappen der ehemals selbstständigen Gemeinde zeigt, geteilt durch einen gesenkten Sparren (blau), oben auf Silber den Buchstaben W, unten auf Gold den Buchstaben A.
Der gesenkte Sparren der Herren von Schelriß, bis 1405 mit einer Burg in Wasserlos, der Buchstabe W aus dem alten Siegel des Dorfgerichts, und der Buchstabe A für die Zugehörigkeit zum Kloster Seligenstadt bis zur Säkularisation 1803.

## Sehenswürdigkeiten und Bauwerke
- Schloss und Schlosspark Wasserlos

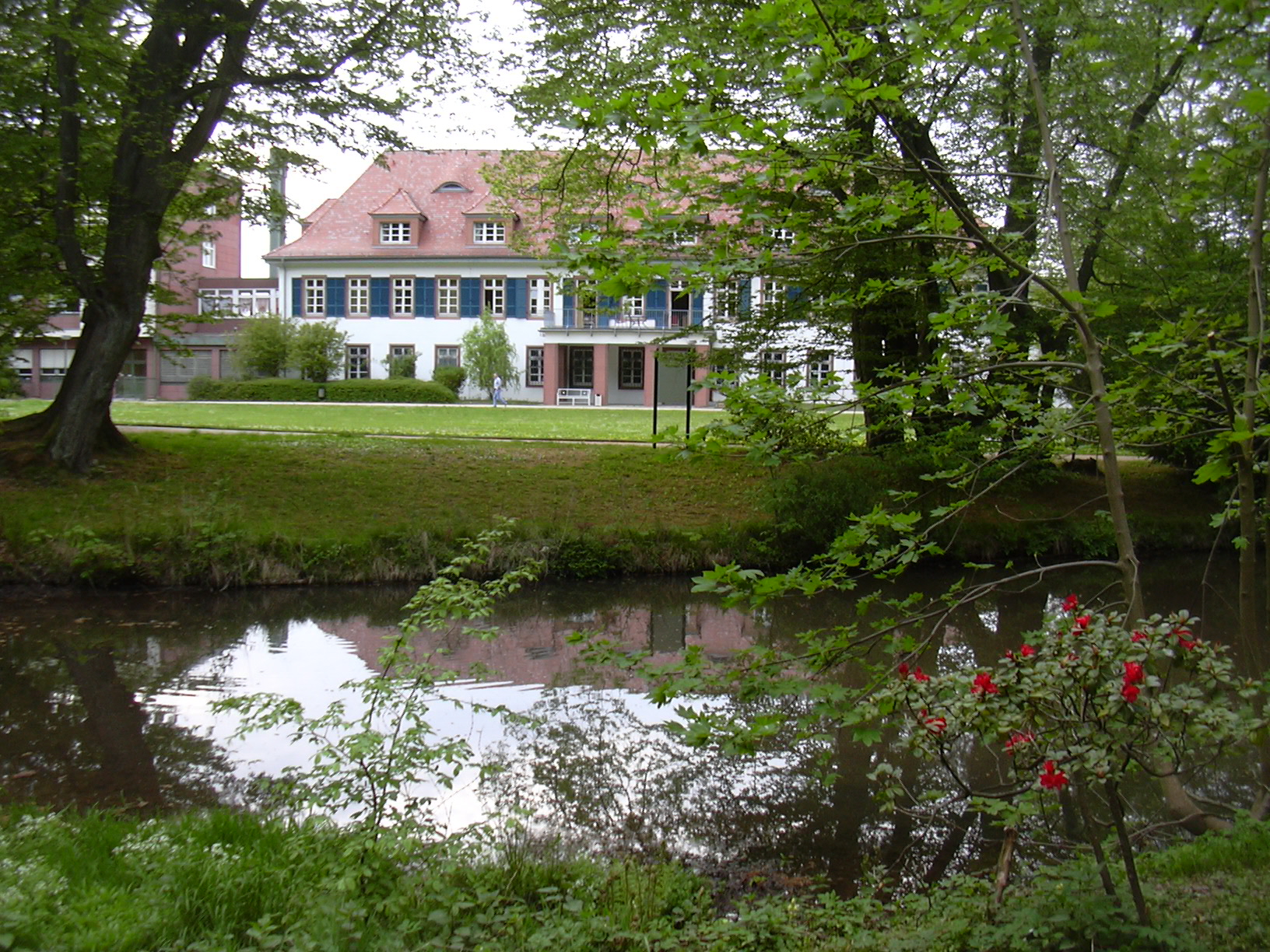
Ehemaliges Schloss Wasserlos, heute: Teil des Klinikums Aschaffenburg-Alzenau

- die 1914 bis 1920 im neubarocken Baustil errichtete St.-Katharina-Kirche in der Ortsmitte,
- früherer Teepavillon im ehemaligen Rosengarten, der 1938 als Kriegerehrenmal im Kirschgarten von dem Bildhauer Hermann Faeth gestaltet und umgewidmet wurde und heute einen Aussichtspunkt über das Maintal darstellt.
- Europäischer Kulturweg Alzenau I

## Wirtschaft und Infrastruktur

### Weinanbau

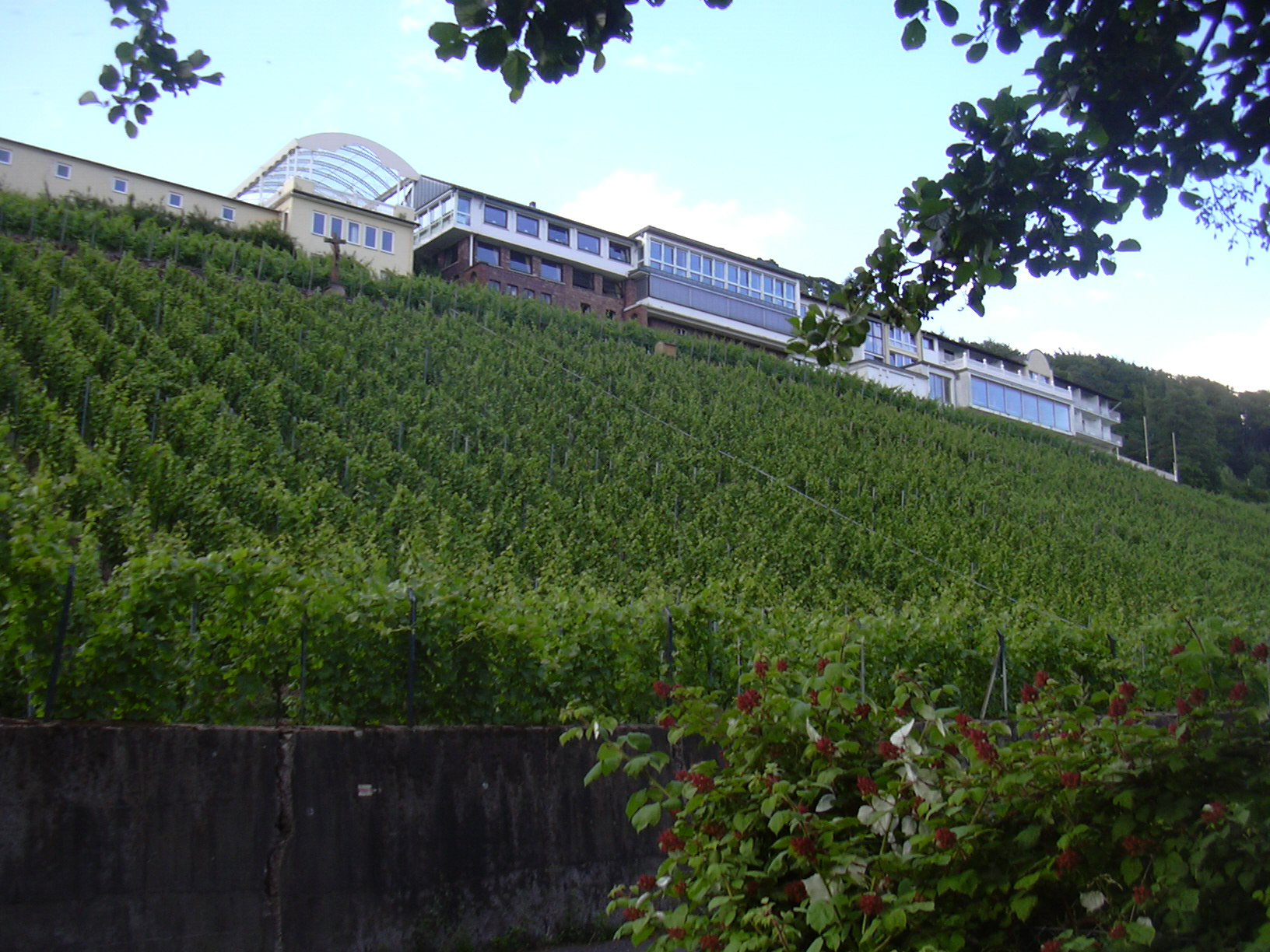
Weinlage Wasserloser Schlossberg mit Hotel

Ein Hauptwirtschaftsfaktor von Wasserlos ist der Weinbau. Die Rebhänge zwischen Wasserlos und dem benachbarten Ortsteil Hörstein sind seit dem Mittelalter bestockt und stellen das Nordende des Weinbaugebiets Franken dar. Die Äbte des Klosters Seligenstadt führten spätestens im 13. Jahrhundert den Weinbau an diesem Gebiet ein, woran der Name einer Weinlage des Nachbarortsteils, Hörsteiner Abtsberg erinnert.
Zu Wasserlos gehören die beiden Weinlagen Wasserloser Schloßberg und Wasserloser Luhmännchen. Mehrere Familienweingüter teilen sich die Bewirtschaftung. Das älteste dieser Weingüter, benannt nach dem Vorbesitzer Richard Becker († 1961), der als Erster nach dem Zweiten Weltkrieg den brach liegenden Weinbau von Wasserlos wiederbelebte, lässt sich urkundlich bis zu den Württemberger Schlossherren zurückführen und trägt den Beinamen Schlossweingut. Die heutigen Besitzer (seit 2000) betreiben neben dem Weinbau ein Hotel und eine Vinothek im Ort. Auch die anderen Weingüter bieten den Ausschank in historischen Hofgütern unweit des Schlosses an.
Angepflanzt werden hauptsächlich Riesling und Müller-Thurgau, ferner Bacchus, Ortega, Domina und Spätburgunder. Aus den beiden letztgenannten roten Rebsorten wird auch eine Cuvée gekeltert. Zu den Anbaugebieten auf felsigen Böden gehören Steillagen mit Steigungen bis zu 70 Prozent, in denen alle Winzerarbeit noch von Hand verrichtet wird.

### Einrichtungen

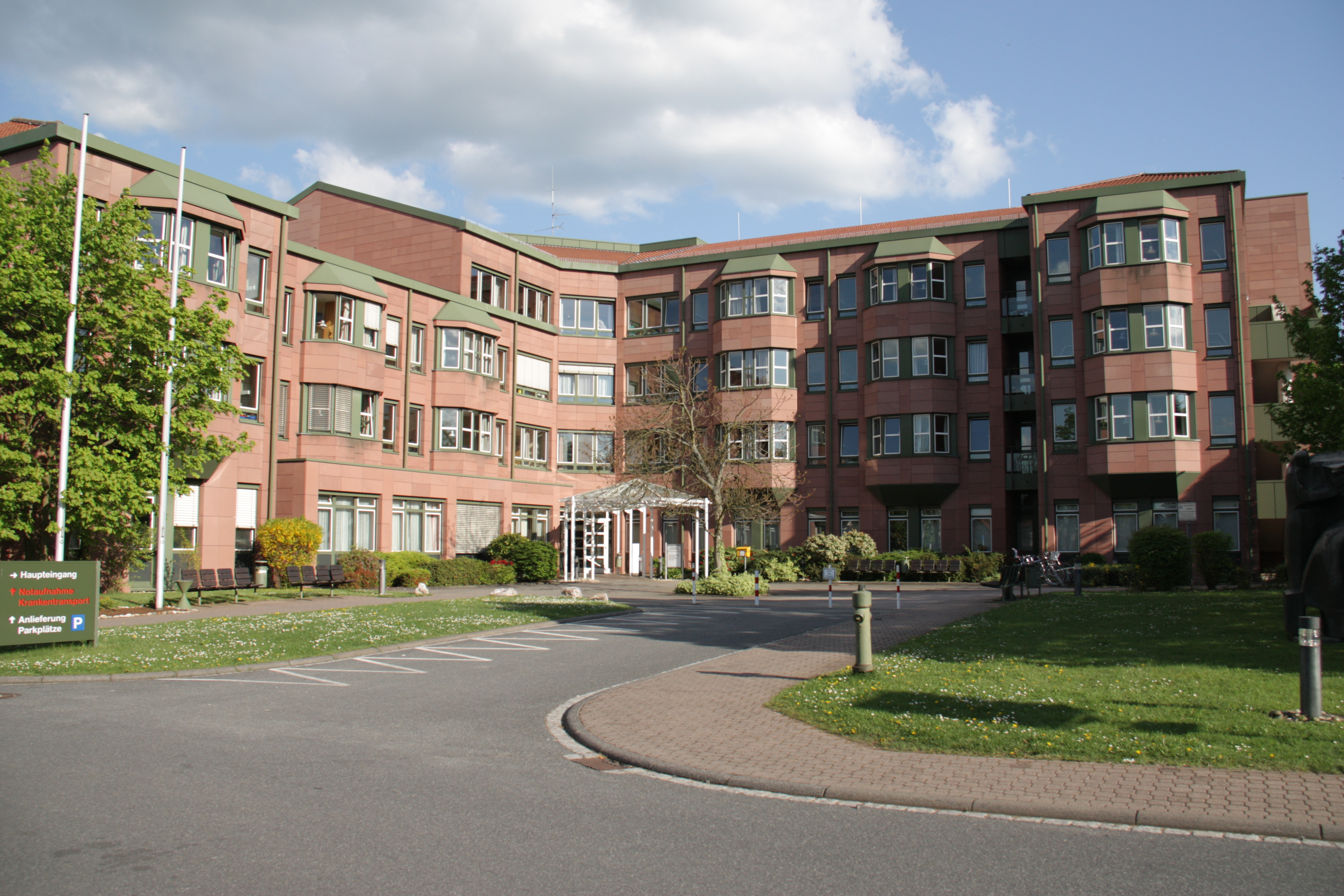
Das Klinikum Aschaffenburg-Alzenau, Haupteingang

- Klinikum Aschaffenburg-Alzenau – Zweigstelle Alzenau (1948–2014: Kreiskrankenhaus Wasserlos)
- Kindertagesstätte „Sonnenland“
- Städtischer Kinderhort Alzenau-Wasserlos

## Personen

### Söhne und Töchter von Wasserlos
- Ludwig Neu (* 1897; † 1980 in Buenos Aires), jüdischer Kunstmaler
- Clemens Jöckle (* 1950; † 2014 in Bad Dürkheim), Kunsthistoriker
- Hubert Seipel (* 1950), Journalist
- Bettina Müller (* 1959), Rechtsanwältin, Politikerin und Abgeordnete im Deutschen Bundestag
- Arno Brandlhuber (* 1964), Architekt und Hochschullehrer
- Birgit Plescher (* 1966), Basketballnationalspielerin
- Johannes Scherer (* 1973), Radio- und Fernsehmoderator und Comedian
- Heiko Westermann (* 1983), Profi-Fußballspieler
- Björn Ziegenbein (* 1986), Profi-Fußballspieler

### Persönlichkeiten
In Wasserlos wirkten:
- Ludwig Eugen von Württemberg (* 6. Januar 1731 in Frankfurt am Main; † 20. Mai 1795 in Ludwigsburg), Erbauer von Schloss Wasserlos und ab 1793 Herzog von Württemberg.
- Ludovica Freifrau von des Bordes, geb. Brentano von La Roche (1787–1854), Schwester des Dichters Clemens Brentano, Schlossbewohnerin und Wohltäterin von Wasserlos
- Moritz Casimir Graf zu Bentheim-Tecklenburg-Rheda (* 16. Januar 1798; † 27. Januar 1877), Wohltäter der Gemeinde Wasserlos, Förderer der Obstbaumkultur und Imkerei, Lyriker, Gründer einer Blindeninstitutsstiftung
- Günter Strack (1929–1999), Schauspieler und Hobbywinzer, besaß im Ort einen eigenen Weinberg und wählte Wasserlos, den Geburtsort seiner Mutter, als seine zweite Heimat.
- Hermann Schäfer (1911–1977), Komponist, Arrangeur, Dirigent